# Silla–Tang-krigen
Silla-Tang-krigen (traditionel kinesisk: 羅唐戰爭; forenklet kinesisk: 罗唐战争; hanyu pinyin: Luó-Táng Zhànzhēng; hanja: 羅唐戰爭; hangeul: 나당전쟁; revideret romanisering af koreansk: Na-Dang Jeonjaeng) fandt sted mellem 670 og 676 mellem det koreanske kongerige Silla og det kinesiske Tang-dynasti, efter, at Táng som Sillas allierede havde hjulpet riget med at besejre de to andre af Koreas tre kongedømmer, Baekje og Goguryeo, i Goguryeo–Tang-krigen. Silla-Tang-krigen var ikke en formel krig, men snarere en serie af militære sammenstød mellem de to tidligere allierede lande, som begge ønskede at beholde kontrollen over de områder, som var blevet erobret fra de andre koreanske riger.
Sillas sejr i konflikten med Táng og rigets fortsatte uafhængighed regnes ofte som et vigtigt vendepunkt i Koreas historie.

## Baggrund
Silla-Táng-alliancen, som sammen havde erobret de koreanske riger Baekje og det langt mægtigere rige Goguryeo, som var blevet svækket af indre stridigheder, førte til, at Silla- og Táng-hærene okkuperede disse rigers tidligere områder. Efter Goguryeos fald i 668 oprettede Táng-kejseren Gāozōng Generalprotektoratet for at pacificere østen og forsøgte at underlægge hele Koreahalvøen, herunder det uafhængige, allierede rige Silla, under sit styre. Det var på grund af dette, at Silla-Tang-alliancen brød sammen, da Silla forsøgte at modsætte sig dette.
Kong Munmu af Silla havde dermed intet andet valg end at kæmpe for at befri sit land og områderne vundet efter blodige erobringskrige, særlig det som tidligere var kongeriget Baekje og det sydlige Goguryeo, fra Tángs herredømme. For at gøre dette muligt, indgik Munmu alliancer med Goguryeo-oprørsledere som Geom Mojam og Anseung, og gik til angreb på Táng-styrkerne, som okkuperede Baekje og Goguryeos tidligere områder. Kampene mellem de tidligere allierede startede næsten umiddelbart efter Goguryeos fald og oprettelsen af Generalprotektoratet for at pacificere østen og kom til at vare til langt ind i 670-erne.

## Hændelser
I 674 havde Silla og Táng udkæmpet mange slag, og kong Munmu havde overtaget mange af områderne erobrede fra Bakje og Goguryeo fra Táng-styrkerne som siden disse rigers fald havde okkuperet områderne, og i andre områder okkuperede af kinesiske styrker havde han opfordret til koreansk modstand mod okkupationen. I dette år erklærede kejser Gāozōng i et udbrud af vrede Munmus broder Gim Inmun for at være Sillas konge, og sendte en hær under Liu Rengui for at angribe Silla. Men før noget større slag kunne blive udkæmpet, bad kong Munmu af ukendte årsager (måske var det fordi han var uvillig til at have en tronprætendent i riget og ikke var klar til at kæmpe mod Táng) formelt om undskyldning og sendte tribut til Táng, hvilket tilfredsstillede Gāozōng, som før han blev kejser havde været ven med Munmus fader Muyeol, hvilket ikke blot kan have gjort Gāozōng i stand til at hjælpe Silla med at starte de koreanske foreningskrige i 660 til trods for, at han også havde fjender andre steder, men også fik ham til at have en venligsindet indstilling mod Silla. Eftersom Gāozōng ikke ønskede at forlænge felttoget, gav han ordre til, at hæren og Gim Inmun skulle vende tilbage.
I 675 nåede den kinesiske general Li Jinxing Sillas territorier ved at tage landvejen ved hjælp af mohestyrker i Manchuriet, som havde underkastet sig Tang, med den intention at okkupere sillanske områder. Ved Maeso-fæstningen nær nutidens Yeoncheon blev han besejret af en Silla-hær.
Det følgende år krydsede Xue Rengui Det Gule Hav for at kæmpe mod Silla, men han blev mødt af en sillansk flåde, som ved Sillas vestlige kyst slog ham tilbage. Det er muligt, at det var dette nederlag, som var Gaozongs motivation til at afsætte Xue Rengui og sende ham i eksil det år (det er blevet foreslået, at han blev sendt i eksil året før, men det giver ikke mening, at han skulle være blevet afsat før han ledede Táng-styrker i dette slag. I 681 vendte han tilbage fra eksil og blev genindsat som general).
Nu var det ingen kinesiske styrker tilbage i Korea, og efter, at de østlige tyrkere gjorde oprør i 679, opgav kejser Gaozong alle planer om at invadere Koreahalvøen, som nu var blevet helt erobret af Silla, og han gav ordre til, at alle Táng-soldater skulle trækkes ud af Korea. Generalprotektoratet for at pacificere østen blev flyttet til Liaodong, hvilket tydede på, at Táng frasagde sig kravene over Sillas områder på Koreahalvøen, hvilket gjorde Silla i stand til at forene denne så langt nord som til Taedongfloden. Områderne nord herfor forblev under Tangs kontrol. Tang-empiriet havde kontrollen over Liaodong-halvøen, mens Silla kontrollerede den koreanske halvø.Næsten et tiår efter, at han havde besejret den største organiserede hær i øst (Goguryeo) og fortsat måtte kæmpe mod kongedømmet, som en gang var hans allierede, indså kejser Gaozong, at det ikke var muligt at erobre Silla, særlig ikke når han måtte bekæmpe fjender andre steder.

## Efterspil
Til trods for kejser Gaozongs indsats førte krigene, som han udkæmpede, ikke bare i Korea i øst, til at hans rige blev militært svækket således, at det ikke var i stand til at effektivt modsætte sig Silla-modstanden mod Táng-styrkerne i Korea. I 676 blev Táng-styrkerne udvist fra Korea af Silla, da kendt som Det forenede Silla, og før 680 havde Táng, som efter østtyrkernes oprør også blev truet af Kejserriget Tibet og andre fjender så som uighurerne, helt opgivet sine planer om at underlægge sig Silla. Dette var sidste gang, at et kinesisk dynasti planlagde at invadere Korea for at okkupere eller erobre landet, med undtagelse af Yuan-dynastiet med mongolsk ophav og Det senere Jin-dynasti med manchuisk ophav.
Til trods for, at de tidligere havde været Tángs fjender, blev flere embedsmænd og kommandanter fra Goguryeo indsatte i Táng-dynastiets administration og militær, således brødrene Yeon Namsaeng og Yeon Namsan, sønner af Yeon Gaesomun. Disse ledere og også deres efterfølgere blev assimilerede i Táng-lederskabet, og kom til at give landet flere dygtige officerer og administratorer.
Med undtagelse af mongolinvasionerne af Korea var den næste gang, at kinesiske styrker indtog Korea, under Imjinkrigen, næsten tusind år senere, da de støttede det koreanske rige Joseon i dettes bestræbelser på at drive de japanske invasionsstyrker ud.
At Silla sikrede sin uafhængighed på Koreahalvøen førte til oprettelsen af forhold i Nordøstasien, som siden stort set har været de samme: Korea mellem Kina og Japan, som ofte har fungeret som en bufferstat mellem naboerne (med undtagelse af perioder med isolation).
Efter denne konflikt kom Det forenede Silla og de følgende koreanske stater til at søge samarbejde med de langt større kinesiske dynastier for at undgå invasioner. Denne strategi var fremgangsrig i henseende til at undgå assimilering med Kina, men stoppede ikke andre folkeslag, som jurchenerne, manchuerne og japanerne, fra at invadere Korea.